# Вигнання

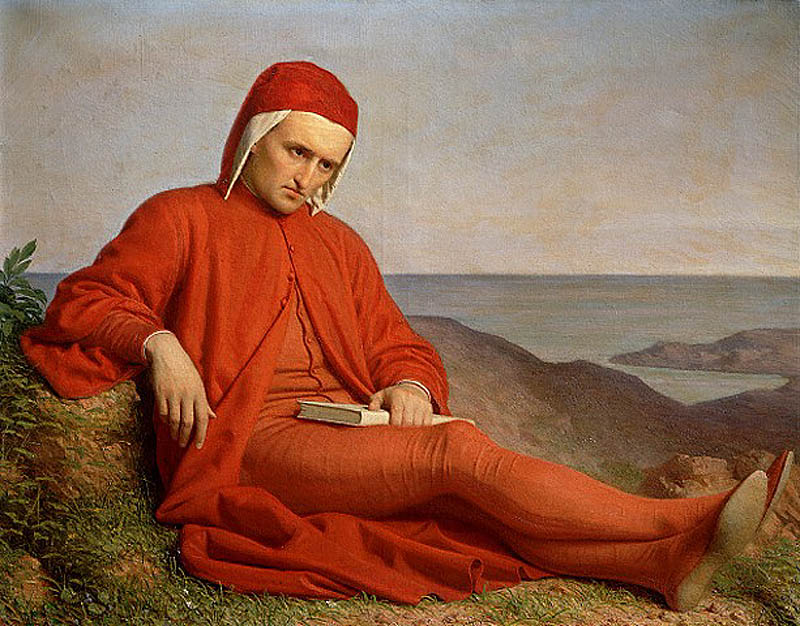
Данте у вигнанні

Вигнання (екзиль, дав.-гр. εξορία, лат. exilium) — стан перебування поза межами своєї батьківщини через обставини, яких особа бажала б уникнути. Вигнання може бути як примусовим, так і добровільним.
Вигнанням також є покарання, що полягає в оголошенні людини поза законом, засудженні її на ізоляцію від суспільства.
Відоме вже в Старому Завіті, в античному праві. Юридично відрізнялося від заслання (лат. relegatio), при якому покараному призначається конкретне місце проживання.
У Стародавній Греції вигнання призначалося шляхом голосування (остракізм).
У Стародавньому Римі право на вигнання мав римський Сенат.

Вигнання можуть зазнавати цілі народи (див. Депортація, Етнічні чистки).
Слово «вигнання» вживається також і в сенсі добровільної еміграції з метою уникнути переслідування.

## Вигнанці
Вигнання з Флоренції зазнав Данте Аліґ'єрі.
Видом вигнання було прийняте в СРСР покарання у вигляді заборони на проживання в найбільших містах («мінус дванадцять») і висилка за 101-й кілометр, при яких покараний міг сам вибирати місце проживання, та позбавлення радянського громадянства. Вигнання зазнали багато політичних і громадських діячів, науковців та працівники мистецтв (найвідоміші — Л. Троцький, М. Бердяєв, В. Некрасов, О. Галич, О. Солженіцин, О. Зінов'єв, М. Ростропович та багато інших).